# آپالوسا (فیلم)
آپالوسا (Appaloosa) فیلم وسترن آمریکایی محصول سال ۲۰۰۸ است، بر اساس رمانی به همین نام که در سال ۲۰۰۵ توسط رابرت بی. پارکر، نویسنده رمان‌های جنایی چاپ شد و به کارگردانی اد هریس ساخته شد. اد هریس در این فیلم در کنار ویگو مورتنسن، رنی زلوگر و جرمی آیرونز نقش آفرینی نموده‌است. این فیلم در سال ۲۰۰۸ در جشنواره بین‌المللی فیلم تورنتو اکران شد و در سوم اکتبر ۲۰۰۸ روی پرده سینماهای جهان رفت.
خلاصه داستان: ویرجیل کول و همکارش دیرینش اِوِرت هیچ مجریان سیار قانون هستند که استخدام شده‌اند تا عدالت را به شهر بی‌قانون «آپالوسا» بازگردانند. در مقابل آنها زمیندار بانفوذ و بی‌رحمی به نام رندال برگ قرار دارد که همراه با دارودسته خشنش آسایش مردم شهر را سلب کرده‌است. ویرجیل و اورت می‌دانند که کار پرمخاطره‌ای را قبول کرده‌اند چون رندال برگ برای رسیدن به اهداف خود کلانتر و معاونش را به راحتی از سر راه برداشته است و به هیچ‌کس رحم نمی‌کند. ویرجیل و اورت کار خود را به نحو احسن پیش می‌برند اما با ورود یک بیوه جذاب به نام آلیسون فرنچ رفاقت میان آن دو دستخوش بحران می‌شود.